# Marion Lüttgeová
Marion Lüttgeová (* 25. listopadu 1941 Lipsko) je bývalá východoněmecká atletka, mistryně Evropy v hodu oštěpem z roku 1966.
Třikrát startovala na mistrovství Evropy – nejlépe se jí vedlo v Budapešti v roce 1966, kde zvítězila v soutěži oštěpařek ve svém nejlepším životním výkonu 59,70 m.